# Pierre Montazel
Pierre Montazel (* 5. März 1911 in Senlis; † 8. September 1975 in Paris) war ein französischer Kameramann.

## Leben
Über die Stationen Filmvorführer, Kameraassistent und Kameramann arbeitete sich Pierre Montazel zum Chefkameramann hoch. Im französischen Film der Besatzungs- und Nachkriegszeit bewies Montazel große Vielseitigkeit sowohl bei poetischen als auch realistischen Stoffen. In den späteren Jahren war er überwiegend dem konventionellen Unterhaltungskino verpflichtet, wobei er häufig mit den Regisseuren Henri Decoin und Jean Delannoy zusammenarbeitete. Gelegentlich führe Montanzel auch Regie, in den 60er Jahren auch am Theater.

## Filmografie (Auswahl)
Kamera
- 1942: Die phantastische Nacht (La nuit fantastique)
- 1943: Die ehrbare Catherine (L’honorable Catherine)
- 1943: Eine fatale Familie (Goupi Mains Rouges)
- 1943: Sein schwierigster Fall (Cecile est morte)
- 1946: Hier irrte die Justiz (Contre-enquête)
- 1947: Zwei in Paris (Antoine et Antoinette)
- 1953: Versailles – Könige und Frauen (Si Versailles m'était conté)
- 1954: Menschen am Trapez (Obsession)
- 1954: Wenn es Nacht wird in Paris (Touchez pas au Grisbi)
- 1955: Napoleon (Napoléon)
- 1955: Razzia in Paris (Razzia sur la Chnouf)
- 1955: Gas-Oil (Gas-Oil)
- 1955: Wie verlorene Hunde (Chiens perdus sans collier)
- 1956: Dem Satan ins Gesicht gespuckt (Le feu aux poudres)
- 1956: Der Liebesroman einer Königin (Marie Antoinette)
- 1956: Paradies der Liebe (Folies Bergère)
- 1957: Der sechste Mann (Tous peuvent me tuer)
- 1957: Die Katze (La chatte)
- 1957: Kavaliere (Charmants garçons)
- 1957: Luzifers Tochter (Retour de Manivelle)
- 1958: Die Schenke der Verlockung (Ginguette)
- 1959: Rififi bei den Frauen (Du rififi chez les femmes)
- 1970: Balduin, der Schrecken von St. Tropez (Le gendarme en balade)

Regie und Drehbuch
- 1960: Wer zuerst schießt, hat mehr vom Leben (Tout feu tout flamme)